# Valeriana saliunca
Espèce
Classification phylogénétique
Valeriana saliunca, Valériane des débris ou Valériane à feuilles de saule est une espèce de plantes du genre des valérianes et de la famille des Caprifoliacées (anciennement des Valérianacées).

## Habitats, floraison
Rochers et éboulis des Alpes.
Floraison : juillet et août.